# Alianza Popular por la Democracia
La Alianza Popular por la Democracia, Alianza del Pueblo para la Democracia o Alianza Popular para la Democracia (en tailandés: พันธมิตร ประชาชน เพื่อ ประชาธิปไตย; también llamada la Alianza de Liberación Nacional - กลุ่ม พันธมิตร กู้ ชาติ, el Partido Liberación Nacional - พลพรรค กู้ ชาติ, Camisas Amarillas - คน เสื้อ เหลือง) es un movimiento político activo en Tailandia, que surgió en 2005 como colectivo de protestas contra el entonces primer ministro, Thaksin Shinawatra.
La Alianza es considerada un movimiento popular derechista, ultranacionalista, formado por clases medias urbanas, elite adinerada y sectores próximos a la Corona, cuyos objetivos son debilitar el Parlamento y modificar el sistema de elección de los diputados con restricciones democráticas, estableciendo que un 70 por ciento de los legisladores sean por designación y el restante 30 por ciento electos por los ciudadanos.
Sus líderes son el periodista y magnate de la comunicación, Sondhi Limthongkul, el político Chamlong Srimuang, líder del Partido Phalang Dharma, y el general Saprang Kalayanamitr. La Alianza fue una de las detonantes de la crisis política de 2005 y 2006, que terminó en un golpe de Estado contra Thaksin Shinawatra en septiembre de dicho año. Aunque la Alianza no está sustentada en partido político alguno, se ha coaligado en sus movilizaciones siempre con las formaciones opuestas a Shinawatra y sus sucesores, apoyando el Consejo para la Reforma Democrática que, como Junta militar, gobernó el país desde el golpe de Estado hasta las elecciones generales de 2007 que llevaron al poder a Samak Sundaravej.

## Crisis política de 2008
Sin embargo, la Alianza mantuvo sus actos de protesta contra el nuevo gobierno de Sundaravej, al que tachaba de ser heredero del régimen previo al golpe de Estado, organizando movilizaciones que fueron en aumento desde julio de 2008 y que culminaron en agosto con el bloqueo de aeropuertos y estaciones de tren, la ocupación de la Casa de Gobierno, de varios ministerios y de graves incidentes que llevaron a declarar el estado de emergencia. Tras la dimisión de Sundaravej en septiembre, continuaron las protestas al no reconocer la legitimidad del nuevo primer ministro, Somchai Wongsawat, cuñado de Thaksin Shinawatra.